# 永樂琴書集成
《永樂琴書集成》古琴谱书。明成祖敕撰，成书于永乐六年。是一部古琴文献巨著。寫本，現收藏於國立故宮博物院圖書文獻處。

## 琴谱内容
《永乐琴书集成》涵盖范围之广。包含了音律、图示、斫琴法、名家指法、琴曲的歌词内容等。但并没有收录琴曲的减字谱。